# Apanteles gandoensis
Apanteles gandoensis är en stekelart som beskrevs av De Saeger 1944. Apanteles gandoensis ingår i släktet Apanteles och familjen bracksteklar. Inga underarter finns listade i Catalogue of Life.